# Corridor du Hexi
Pour les articles homonymes, voir Hexi.

Province du Gansu sur la carte de la Chine, le corridor est principalement situé sur la partie étroite allant de Nord-Ouest à Sud-Est

Le corridor du Hexi, en chinois simplifié : 河西走廊 ; pinyin : Hexi Zoulang, aussi appelé corridor du Gansu, est une route historique appartenant à la route de la soie et située essentiellement dans la province de Gansu en Chine. 
Le terme Hexi, en chinois simplifié : 河西, littéralement « ouest du fleuve », désigne la position de cette route à l'ouest du fleuve Jaune.
Le corridor du Gansu est la plus importante voie d'accès à la Chine depuis l'Asie centrale et le bassin du Tarim. Le corridor se situe entre le plateau tibétain et le désert de Gobi. Il passe par plusieurs oasis.
Le corridor du Hexi est un passage très étroit et étiré d'environ 1 000 kilomètres depuis la ville moderne de Lanzhou jusqu'à Yumenguan à la frontière du Gansu et du Xinjiang.
Une partie de la Grande Muraille y fut construite à l'époque des Han, avec de la terre crue et des roseaux.

## Histoire

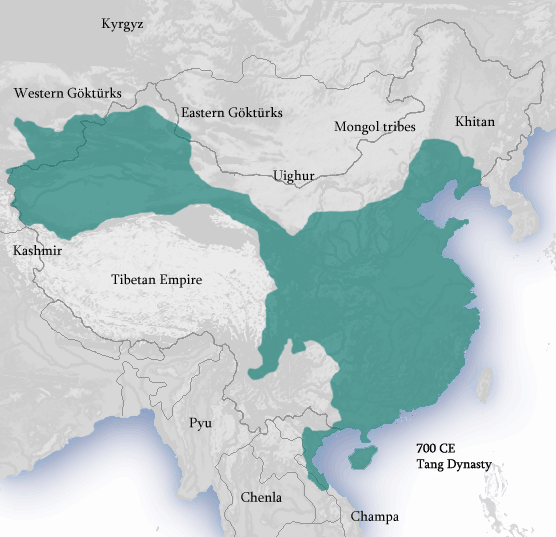
Corridor du Hexi reliant les deux principales zones géographiques de l'Empire de la Dynastie Tang en 700

Le corridor est une partie importante de la route de la soie.
Sous la dynastie Tang, après la Révolte d'An Lushan, le corridor est conquis par l'Empire du Tibet. Dans les années 770 ou 780, la préfecture de Shazhou également connue sous le nom de Dunhuang est occupé par les Tibétains qui y règnent pendant 60 ans. Pendant l'ère de la fragmentation de l'empire tibétain une guerre civile commence en 851. Zhang Yichao (en), résident de la préfecture de Shazhou organise une révolte et prend la préfecture de Shazhou et de Guazhou aux Tibétains. En 860, il prend les préfectures de Ganzhou, Suzhou, et Yizhou. Il prétend au titre de préfet de Shazhou et offre loyauté et soumission à l'empereur Tang Xuanzong. En 851, il conquiert la préfecture de Xizhou. L'empereur répond positivement à Zhang Yichao y crée le Circuit de Guiyi (en) et le nomme jiedushi de Guiyi (歸義節度使, gouverneur du circuit de Guiyi).
Chen Guoke, chercheur à l’Institut des biens culturels et d’archéologie du Gansu, explique les conclusions des fouilles archéologiques réalisées dans le corridor du Hexi, le long de cette voie appartenant à l’ancienne Route de la soie, qui ont montré que la région a connu un changement climatique radical il y a environ 3 700 ans. Le climat s’est modifié à Xichengyi à partir de la période qui a commencé il y a 4 100 ans et s’est achevée il y a 3 500 ans. Il y a 4 000 ans, les parties septentrionales de la Chine ont commencé à se refroidir, une tendance qui a été particulièrement manifeste dans le corridor du Hexi.